# Outcast (1922)

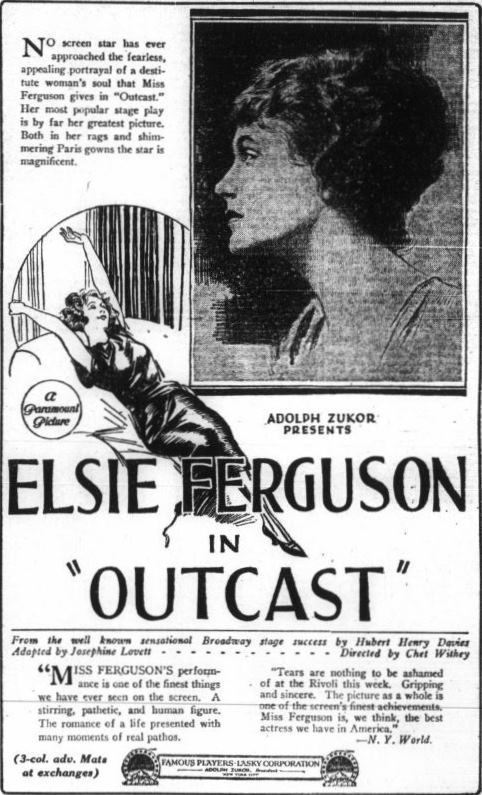
Anúncio do filme em jornal.

Outcast é um filme mudo estadunidense de 1922, do gênero drama, dirigido por Chester "Chet" Whitney, estrelado por Elsie Ferguson, e co-estrelado por David Powell. William Powell fez um pequeno papel coadjuvante no filme, que foi o terceiro de sua carreira. Baseado na peça teatral homônima de 1914, de Hubert Henry Davies, o filme foi produzido e distribuído pela Paramount Pictures.
A história de Davies foi transformada em filme em 1916 como "The World and the Woman", com Jeanne Eagels; depois como "Outcast" (1917), com Ann Murdock. A história foi adaptada novamente em 1928 como "Outcast", dessa vez estrelada por Corinne Griffith numa versão em discos Vitaphone. O roteiro também foi a base para "The Girl from 10th Avenue" (1935), estrelado por Bette Davis e lançado pela Warner Bros.

## Sinopse
Valentine Moreland (Mary MacLaren) rejeitou seu noivo, Geoffrey Sherwood (David Powell), para se casar com um homem rico e ter uma condição de vida melhor. Ele sente a rejeição dela profundamente, e seu amigo Tony Hewlitt (William David) encontra Geoffrey sozinho em seu apartamento bebendo. Miriam, abandonada pelo marido e cujo filho morreu por negligência, se vê forçada a se tornar uma prostituta quando o aluguel de seu apartamento atrasa.
Tony joga um pouco de água com gás pela janela e acerta Miriam, que é convidada por Tony a entrar, numa tentativa de compensar o chapéu que foi molhado. Ela conta a Geoffrey sua história, e ele percebe que sua situação não é pior do que a de outras pessoas. Miriam começa a trabalhar com Geoffrey em contratos de negócios localizados na América do Sul, e ele a ajuda a conseguir um apartamento. Ela se apaixona por ele e tenta ganhar sua afeição, mas ele se sente incapaz de amar novamente, com Valentine ainda em sua memória.
Valentine se cansa de seu marido idoso e procura Geoffrey em seu apartamento. Miriam chega e, vendo que Geoffrey ainda está apaixonado por Valentine, resolve ir embora. Valentine olha pela janela e, ao ver seu marido John (Charles Wellesley) entrando no prédio, entra em pânico. Miriam, de volta ao notar o desespero de Valentine, esconde Geoffrey e a moça no quarto, e, quando John entra, convence-o que ela é a namorada de Geoffrey e a única mulher ali.
Depois que John sai, Valentine decide voltar aos braços de seu marido. Miriam parte e, após enviar uma carta a Geoffrey indicando sua intenção de cometer suicídio, parte em um navio para a América do Sul. Geoffrey vai atrás dela em um hidroavião e a resgata ao vê-la pular do navio. Ao notarem a paixão que sentem um pelo outro, os dois se casam e vão para uma lua de mel no Rio de Janeiro.

## Elenco
- Elsie Ferguson como Miriam
- David Powell como Geoffrey Sherwood
- William David como Tony Hewlitt
- Mary MacLaren como Valentine Moreland
- Charles Wellesley como John Moreland
- Teddy Sampson como Nellie Essex
- William Powell como DeValle

## Preservação
O filme é agora considerado perdido. No entanto, uma fonte afirma que uma impressão pode existir na Cineteca Italiana, em Milão, Itália. (*ATUALIZAÇÃO; a fonte pode ter confundido a versão de 1922 com a versão de 1928, com Corinne Griffith, que agora está listada na Cineteca Italiana – setembro de 2016).